# شن‌ماهی‌های منقاردار
شن‌ماهی‌های منقاردار (نام علمی: Gonorynchus) نام یک سرده از راسته خامه‌ماهی‌سانان است.